# Guranteng
Guranteng is een bestuurslaag in het regentschap Tasikmalaya van de provincie West-Java, Indonesië. Guranteng telt 6431 inwoners (volkstelling 2010).